# Rossøya

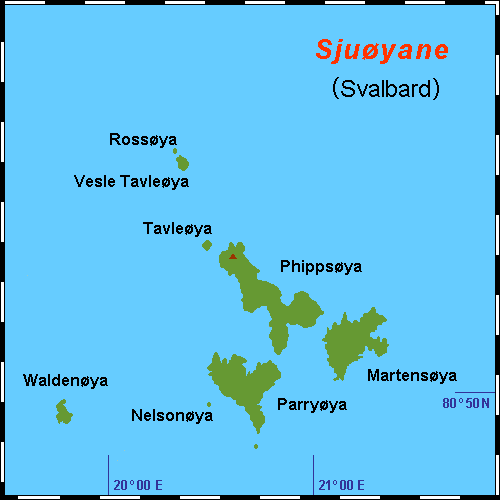
Rossøya is the northern-most part of Sjuøyane

Sjuøyane in relation to Nordaustlandet

Rossøya, por vezes chamada de Ilha de Ross, é uma ilha do arquipélago de Svalbard, localizada no Mar de Barents. Faz parte de Sjuøyane, um grupo de ilhas a norte da costa de Nordaustlandet. Rossøya está situada a noroeste da ilha um pouco maior de Vesle Tavleøya. O ponto norte da ilha, a 80°49'44,41"N de latitude, é o ponto mais ao norte de Svalbard, e também do Reino da Noruega. Algumas fontes descrevem Rossøya como o ponto mais setentrional da Europa, mas para isso seria preciso que a Terra de Francisco José fosse considerada parte da Ásia, uma vez que o Cabo Fligely, na ilha Rudolfo, Rússia, está localizado a 81°48'24"N, ou seja, está quase um grau mais a norte que Rossøya.
A ilha recebeu o seu nome a partir de James Clark Ross (1800-1862), um explorador britânico que fez parte da expedição de William Edward Parry em 1827 com o HMS Hecla que queria chegar ao Polo Norte. Depois de passar por Sjuøyane e Rossøya, a expedição foi obrigada a desistir, depois de ficar presa no gelo. No entanto, a expedição estabeleceu de um novo recorde por ter sido a que alcançou o lugar mais a norte nessa época. A ilha pode ter sido avistada logo em 1618, juntamente com o resto do Sjuøyane, por um baleeiro de Enkhuizen. No entanto, a ilha foi marcada num mapa pelo menos em 1663, após a expedição do neerlandês Hendrick Doncker. Tal foi mais tarde seguido por cartógrafos como Pieter Goos, Giles Cornelis e Outger Rep.] A distância para o Polo Norte é de 1024,3 km (637 milhas / 553 milhas náuticas), a cerca de 350 km (220 milhas) de Longyearbyen e a cerca de 50 km de Nordaustlandet. A ilha faz parte da Reserva Natural do Nordeste de Svalbard desde 1 de janeiro de 1973.
A acessibilidade a navios pode ser difícil devido às condições de gelo, mas a ilha é mais afetada pela Corrente do Golfo que outras partes a sudeste de Svalbard. A ilha é ligeiramente esverdeada, devido à planta Cochleraria groenlandica, que prospera devido à fertilização natural das fezes das aves. A ave mais comum é a torda-anã, embora outras espécies comuns incluam o papagaio-do-mar (Fratercula arctica) e o airo-de-brünnich (Uria lomvia). As aves chegam em abril-maio, e permanecerão durante o verão. O único mamífero é o urso-polar, que é mais habitualmente encontrado durante o inverno, quando se pode usar o gelo para atravessar a ilha.